# Římskokatolická farnost Markvartice u Sobotky
Římskokatolická farnost Markvartice u Sobotky (něm. Markwartitz) je církevní správní jednotka sdružující římské katolíky na území obce Markvartice a v jejím okolí. Organizačně spadá do turnovského vikariátu, který je jedním z 10 vikariátů litoměřické diecéze.

## Historie farnosti
Tzv. starobylá farnost pocházející z roku 1359 byla od roku 1624 připojena k farnosti Sobotka. Matriky jsou v místě vedeny od roku 1743. Kanonicky se opět stala samostatnou farností ve vikariátu Münchengrätz od roku 1753.

### Duchovní správcové vedoucí farnost
Začátek působnosti jmenovaného v duchovní správě farnosti od:
- Udalricus
- 1355 Oneš z Petrovic
- 1375 Joannes z Milevic
- 1380 Joannes z Všejan, † 1388
- 1388 Blasius, † 1390
- 1390 Kříž, † 1395
- 1395 Petrus, † 1418
- 1418 Joannes
- 1765 Josephus Nawratil
- 1777 Tobias Swoboda, † 26. 3. 1819
- 1820 Franc. Wetešnjk, n. 1. 11. 1784 Isserowtellnens., o. 23. 4. 1808
- 1839 par. vacat, admin. Anton. Kless
- 1840 Joann. Palanek, n. 19. 9. 1793 Navarov, o. 24. 8. 1819, † 29. 10. 1882
- 1851 Anton. Kles, n. 7. 6. 1802 Ml. Boleslav, o. 27. 8. 1825, † 14. 5. 1866
- 1867 Anton. Učík, n. 12. 10. 1808 Houtkovic. o. 4. 8. 1834, † 25. 9. 1871
- 1871 par. vacat, admin. int. Joann. Rutta
- 1872 Adalb. Beitler, n. 6. 8. 1831 Podol., o. 25. 7. 1856, † 19. 7. 1886
- 1884 Joann. Rutta, n. 7. 12. 1839 Běla, o. 29. 7. 1863, † 21. 5. 1895
- 1888 par. vacat, admin. int. Sid. Mach
- 1889 Sid. Mach n. 14. 11. 1861 Sobotka, o. 11. 5. 1884, † 29. 2. 1892
- 1892 par. vacat, admin. int. Joann. Pažout
- 1893 Wenc. Mikolášek, n. 20. 5. 1862 Jeseník, o. 17. 5. 1885, † 9. 5. 1918
  - do 1903 František Soukal, kaplan, n. 20. 7. 1866 Dětěnice, o. 17. 7. 1892, † 12. 7. 1938
- 1919 František Soukal, n. 20. 7. 1866 Dětěnice, o. 17. 7. 1892, † 12. 7. 1938
- 1921 Joann. Hrachovina, n. 5. 5. 1886 Senička, o. 11. 7. 1909, † 25. 5. 1944
- 31. 5. 1944 par. vacat, admin. int. Franc. Kolář
- 1. 9. 1944 admin. Karel Kvítek
- 1. 10. 1946 admin. Stanislav Havlas
- 1. 8. 1947 Karel Kousal
- Antonín Tuček
- 28. 2. 1953 František Appl, admin. exc. z Dolního Bousova
- 1. 7. 1955 Josef Buchta, admin. exc. z Dolního Bousova
- 1. 12. 1969 Leopold Dvořáček
- 1. 7. 1983 Jiří Hladík OP
- 1. 7. 1987 Petr Němec SDB
- 15. 7. 1990 Zdeněk Maryška
- 1. 5. 1999 Augustín Števica, admin. exc. z Libáně[2]

## Území farnosti
Do farnosti náleží území obce:
- Hřmenín
- Leština
- Markvartice
- Mrkvojedy
- Netolice
- Příchvoj
- Rakov
- Skuřina
- Spařence
- Zajakury

## Římskokatolické sakrální stavby a místa kultu na území farnosti
| | Fotografie | Stavba                  | Místo       | Bohoslužby                      | Zeměpisné souřadnice             | Status       | Číslo kulturní památky                       |
| Kostel | Kostel     | Kostel                  | Kostel      | Kostel                          | Kostel                           | Kostel       | Kostel                                       |
| --- | ---------- | ----------------------- | ----------- | ------------------------------- | -------------------------------- | ------------ | -------------------------------------------- |
| 1. |            | Kostel sv. Jiljí        | Markvartice | bližší informace o bohoslužbách | 50°25′50″ s. š., 15°11′50″ v. d. | farní kostel | 33554/6-1250 (Pk•MIS•Sez•Obr•WD) (Q24282911) |
| Kaple |            |                         |             |                                 |                                  |              |                                              |
| 2. |            | Kaple sv. Jana Křtitele | Hřmenín     | bližší informace o bohoslužbách | 50°24′30″ s. š., 15°12′45″ v. d. | kaple        | —                                            |
| 3. |            | Kaple sv. Petra a Pavla | Příchvoj    | bližší informace o bohoslužbách | 50°26′26″ s. š., 15°13′34″ v. d. | kaple        | —                                            |
| Některé drobné sakrální stavby a pamětihodnosti lze dohledat zde v databázi Drobné sakrální památky Zaniklé sakrální stavby lze dohledat zde v databázi Poškozené a zničené kostely, kaple a synagogy v České republice |            |                         |             |                                 |                                  |              |                                              |

Ve farnosti se mohou nacházet i další drobné sakrální stavby, místa římskokatolického kultu a pamětihodnosti, které neobsahuje tato tabulka.

## Příslušnost k farnímu obvodu
Z důvodu efektivity duchovní správy byl vytvořen farní obvod (kolatura) farnosti Libáň, jehož součástí je i farnost Markvartice u Sobotky, která je tak spravována excurrendo.

## Galerie

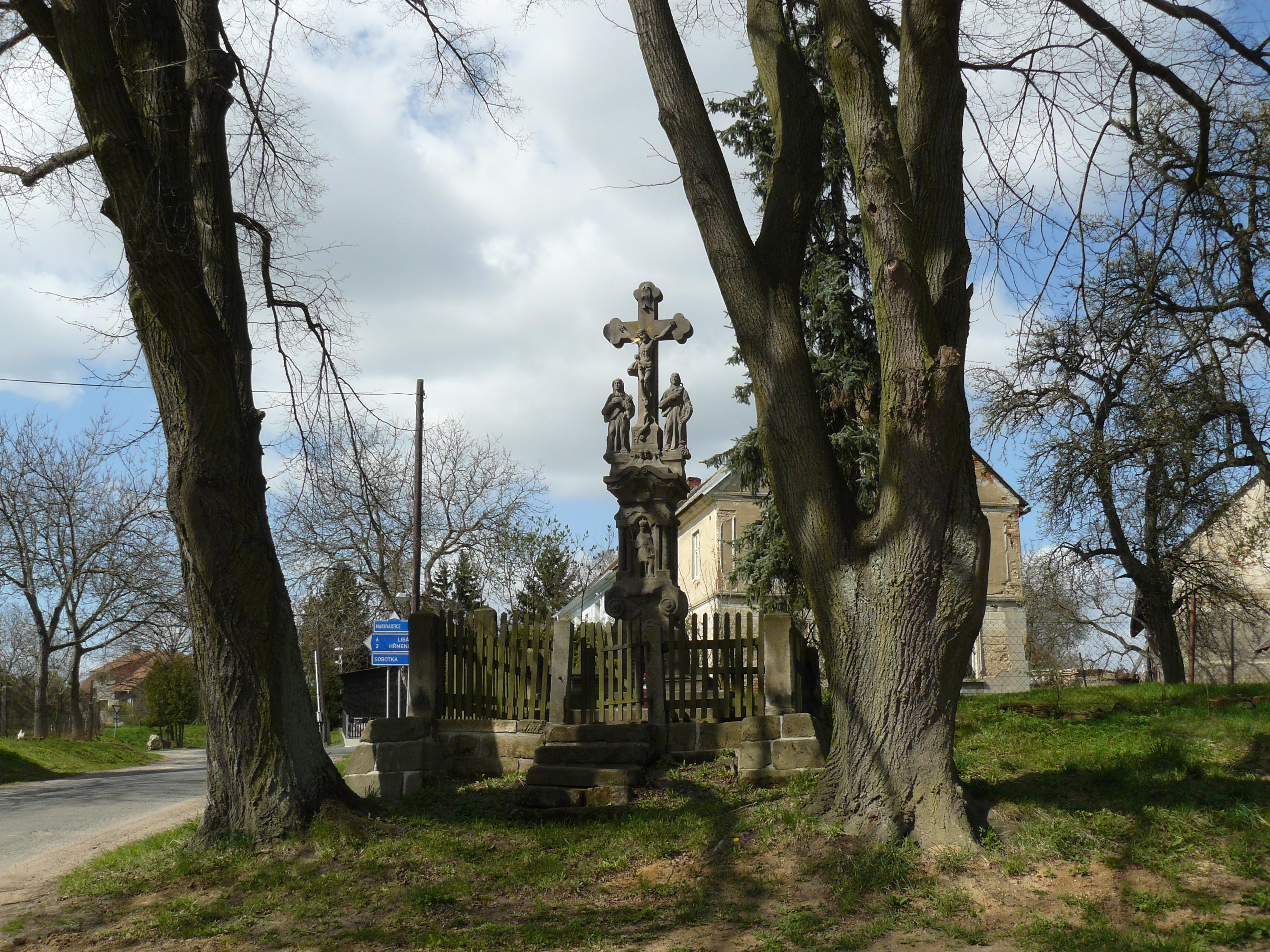
Pískovcová kalvárie v Rakově